# Castiarina immaculata
Castiarina immaculata es una especie de escarabajo del género Castiarina, familia Buprestidae. Fue descrita científicamente por Carter en 1915.